# Henri Alphonse Barnoin

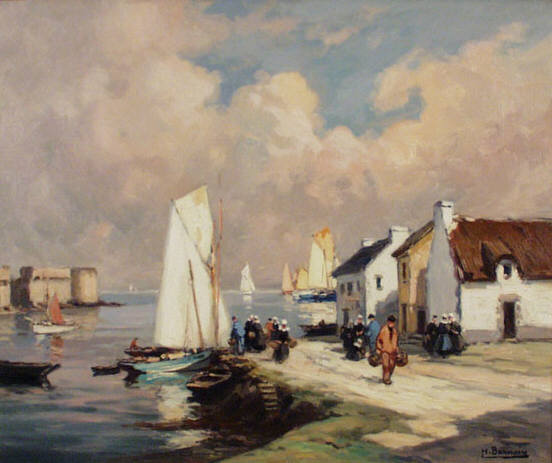
Henri Alphonse Barnoin: Fischerhafen, Concarneau, Bretagne

Henri Alphonse Barnoin (* 7. Juli 1882 in Paris; † 1935 ebenda) war ein französischer Maler des Impressionismus.
Über Barnoins Leben ist wenig bekannt. Er erhielt seine ersten Zeichenstunden bei dem Historienmaler des akademischen Realismus Luc-Olivier Merson (1846–1920). Sein zweiter Lehrer, Émile Charles Dameron (1848–1908), hatte einen wesentlichen Einfluss auf seinen künstlerischen Stil. Man rechnet ihn dem Impressionismus zu. Er malte häufig in der Bretagne mit Sujets wie Hafenszenen, Straßenszenen und Märkten. Seinen Stil kann man mit „narrativ“ charakterisieren. Eine Zeit verbrachte er in Le Faouët. Im Museum der Stadt hängen heute etwa zehn seiner Ölgemälde.
Im Jahr 1909 stellte Henri Alphonse Barnoin seine Werke im Salon de Paris aus und gewann eine Auszeichnung im selben Jahr. Weitere Auszeichnungen folgten im Jahr 1921 (Silbermedaille) und 1935 (Goldmedaille).
Heute taxiert der internationale Kunstmarkt seine Gemälde mit etwa 10.000 Euro (2010).

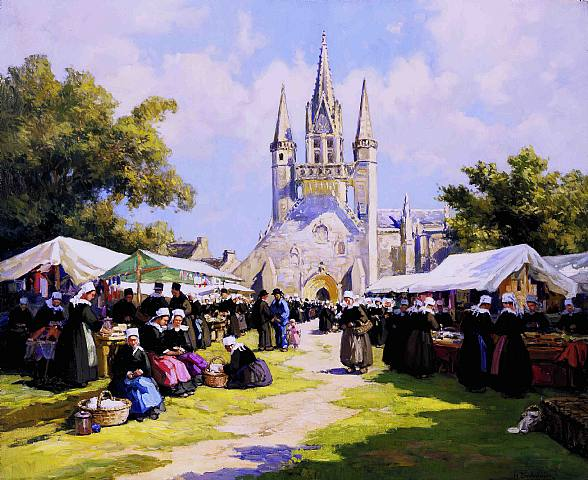
Pardon de Saint-Fiacre
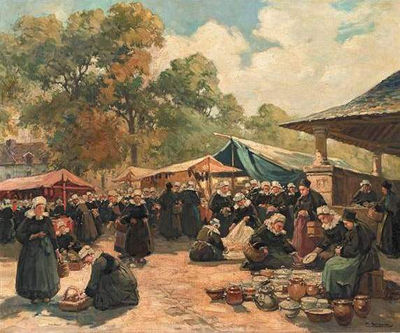
Marktszene
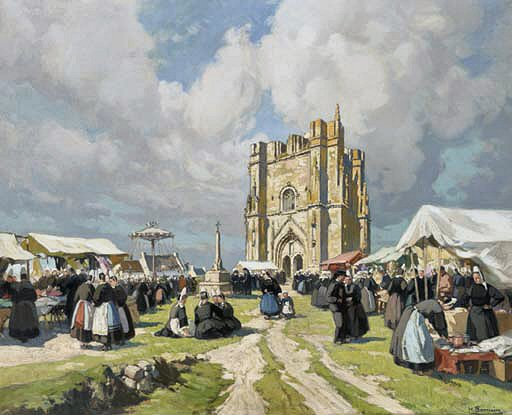
Bretonischer Markt
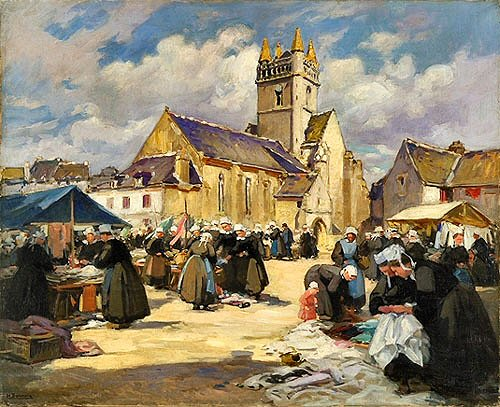
Markt in Quimperlé